# Snowboard
Lo snowboard (dall'inglese snow "neve" e board "tavola") è uno sport invernale che viene praticato sulla neve, nato negli anni sessanta negli Stati Uniti; i praticanti di tale sport vengono detti snowboardisti, snowbordisti o snowboarder.
Sostanzialmente lo snowboard consiste nello scivolare e compiere evoluzioni lungo pendenze innevate mantenendosi in equilibrio su un'apposita tavola alla quale lo snowboarder fissa i propri scarponi mediante degli attacchi. Tale tavola è chiamata snowboard e da essa prende il nome lo sport.
Lo snowboard è divenuto disciplina olimpica nel 1998 e disciplina paralimpica nel 2014.

## Storia

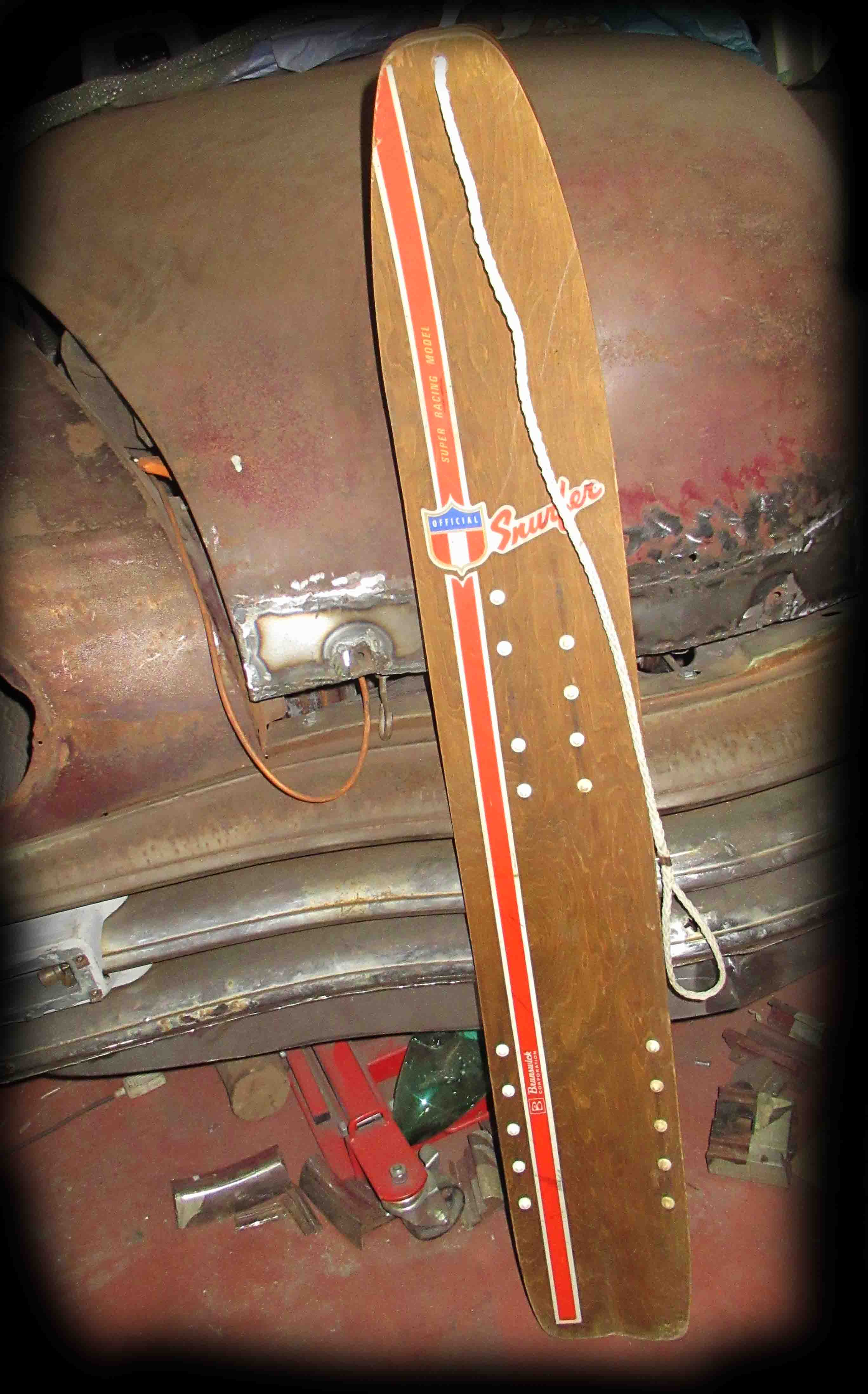

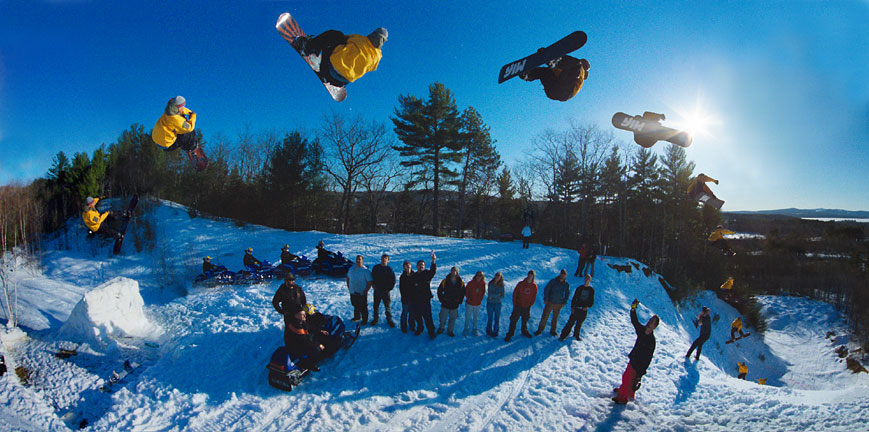
Nick Francke esegue un salto Tow-in (2006)

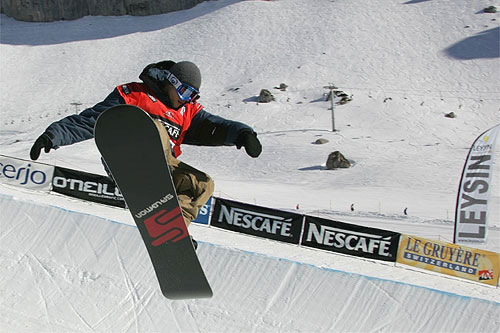
Snowboarder su un halfpipe

Il primo snowboard moderno è considerato lo snurfer (nome che fonde snow e surfer), costruito dall'ingegnere Sherman Poppen per far divertire i figli. L'intento iniziale dell'ingegnere era di produrre una versione casalinga del monosci, ma i figli lo "cavalcavano" trasversalmente dando così l'idea di surfisti sulla neve e così l'inventore pensò di adattare un vero surf da onda aggiungendo dei bordi metallici e di brevettare l'attrezzo col nome, appunto, di snurfer. 
Nel 1979 si tenne al Pando Ski Lodge, nel Michigan, il primo World Snurfing Championship (Campionato mondiale di snurfing) a cui partecipò anche Jake Burton Carpenter con una tavola di sua costruzione. Tuttavia ci furono molte proteste per la sua partecipazione alla gara con una tavola diversa dallo snurfer, venne perciò istituita una sezione a parte, che fu ovviamente vinta da Carpenter, in quanto unico partecipante. Quella gara è considerata la prima vera gara di snowboard.
Durante gli anni settanta e ottanta diversi progettisti rimaneggiarono lo snurfer creando vari modelli con nomi diversi.
Alcune migliorie resero gli snurfer più manovrabili, come cinghie per i piedi e flex (flessibilità in scala 1-10) migliorati, ma fu solo dopo anni di ricerche che il giocattolo diventò un attrezzo sportivo. Fu una visita di Burton in Austria ad alcune aziende sci che accese l'intuizione: la tavola doveva necessariamente prendere spunto da questa tecnologia per fare il passo decisivo. Soletta in P-Tex prima, costruzione sandwich e lamine poi, portarono lo snowboard verso l'età adulta e lo proiettarono al di fuori dei campi innevati e verso le stazioni sciistiche. Fondamentale fu l'invenzione di Jeff Grell, all'inizio anni ottanta, di uno spoiler posteriore per l'attacco, che permetteva la conduzione della tavola sulla neve ghiacciata, grazie ad un feeling e ad una risposta decisamente migliori.
I primi marchi produttori di snowboard vennero fondati in America da personaggi come Dimitrije Milovich con Winterstick, Jake Burton Carpenter con Burton, Tom Sims con Sims, Bob Webber e Chuck Barfoot con Barfoot, fra i primi in Europa ci fu Lucio Longoni con Funky.

## Caratteristiche della tavola da snowboard

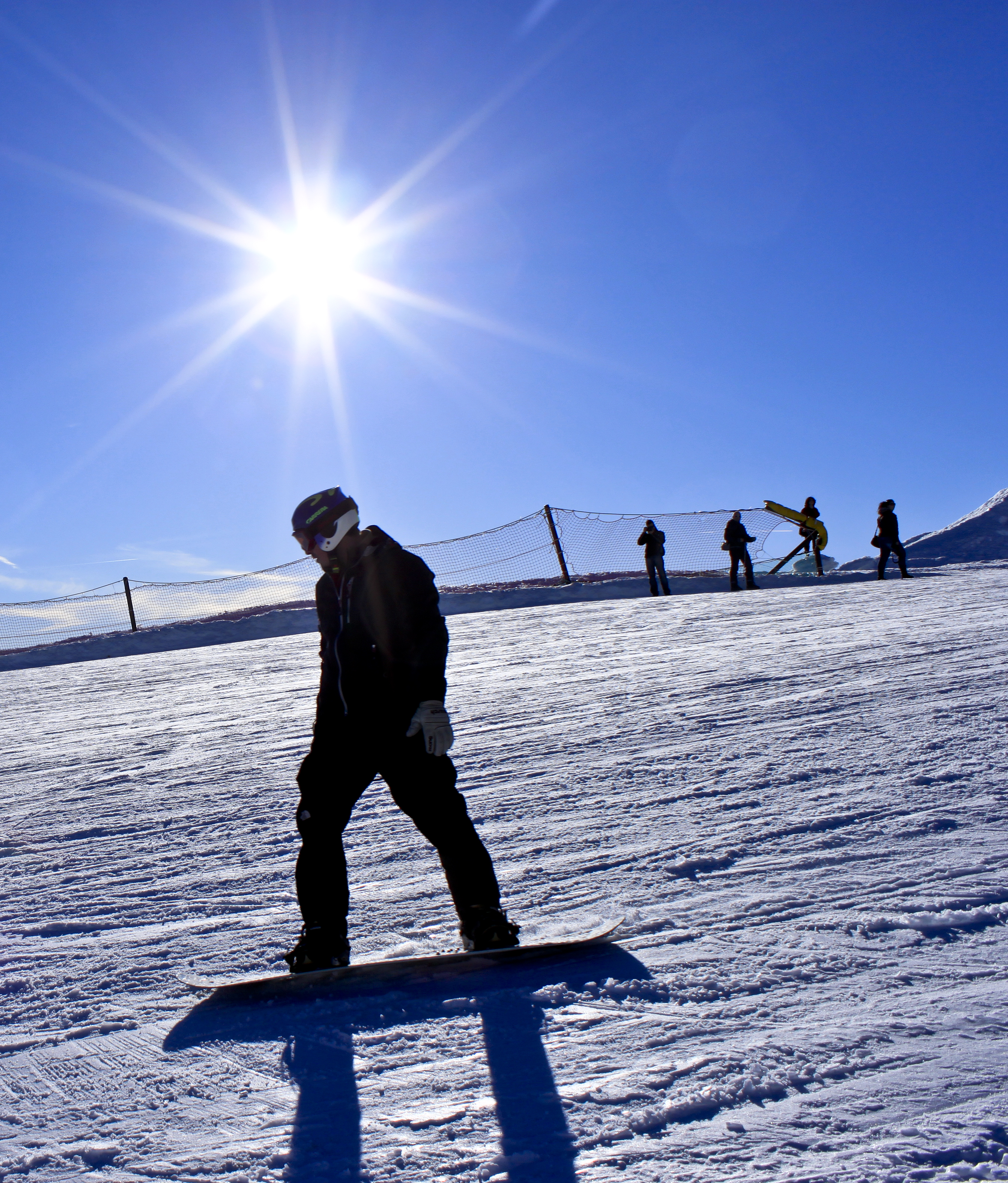
Snowboarder sul Gran Sasso

La tavola da snowboard viene oggi realizzata con materiali che consentono di modellarne la forma nei modi più disparati, al fine di esaltarne il comportamento in funzione dell'utilizzo desiderato. Se solitamente tutte le tavole da snowboard sono simmetriche lungo l'asse longitudinale, lo stesso non si può sempre dire lungo l'asse trasversale. Anche osservandola di lato, non è detto che il profilo risulti sempre piano.

### La forma
A una moderna tavola da snowboard viene data una forma (detta shape nella terminologia tecnica inglese) quanto più adatta all'utilizzo per cui essa è progettata. Una tavola monodirezionale, pensata con una punta e una coda, sarà simile a un grosso sci, con punta sollevata e coda pressoché piatta, mentre una tavola bidirezionale sarà assolutamente simmetrica anche lungo l'asse trasversale, rendendo indistinguibile la punta dalla coda.
Anche la sciancratura della tavola può essere accentuata (in stile carving) per esaltarne l'aderenza in curva.

### Il profilo
Il profilo della tavola (camber nella terminologia tecnica di lingua inglese) è l'altro elemento che la identifica e ne condiziona fortemente il comportamento sulla neve.
Le prime tavole presentavano una superficie inferiore convessa, tipica degli sci, con la parte centrale più alta rispetto alle parti anteriore e posteriore; tale profilo esalta ancora di più la sciancratura della tavola e garantisce la presa delle lamine in curva anche in condizioni di scarsa aderenza.
Un profilo concavo o "banana", al contrario, presenta delle punte più alte rispetto alla parte centrale della tavola, con conseguente minore stabilità e maggiore maneggevolezza.
Un profilo piatto o flat garantisce che la lamina rimanga a contatto con la neve per tutta la lunghezza della tavola e permette di ottenere la massima stabilità nell'appoggio sugli ostacoli degli snowpark.

## Stili

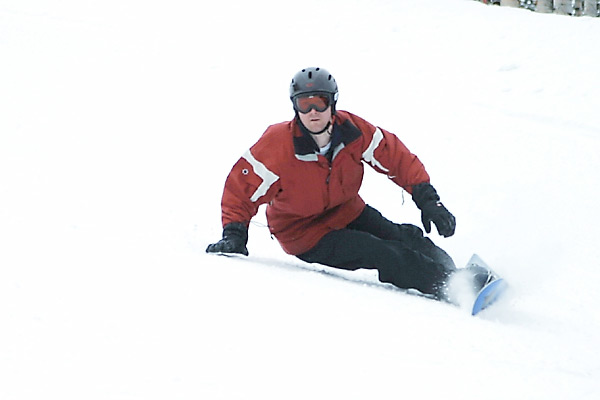
Stile hard

Esistono due fondamentali distinzioni che nascono dalla tipologia di attrezzatura utilizzata: il soft e l'hard.

### Stilesoft
Lo stile soft ("morbido" in lingua inglese) implica l'uso di attrezzatura morbida, ovvero scarponi cedevoli e deformabili, tavole flessibili e bidirezionali, attacchi permissivi e tendenzialmente elastici. All'interno di questa categoria possiamo distinguere due principali specialità: il freestyle e il freeride.
Il freestyle è la disciplina più spettacolare dello snowboard. L'obiettivo di questo stile è di eseguire manovre (trick) ed evoluzioni sfruttando la conformazione del terreno o le strutture artificiali (salti, ringhiere, piattaforme ecc.). Per la messa in pratica molte stazioni sciistiche mettono a disposizione zone appositamente progettate dette snowpark. Ha molto in comune con lo skateboard (disciplina dalla quale eredita strutture come l'half-pipe o i rail) e la maggior parte delle competizioni è dedicata a questo stile.
Il freeride è la disciplina più profonda e più pura dello snowboard; consiste nello scendere un pendio in neve fresca seguendo liberamente una propria linea. Il freeriding, che sia alpinismo o che sia semplice fuoripista servito dagli impianti di risalita, è un'attività che comporta dei rischi in base alle condizioni della neve ed al pericolo valanghe.

### Stilehard
Lo stile hard ("duro" in lingua inglese) implica l'uso di attrezzatura rigida. È la disciplina maestra dello snowboard a livello di tecnica e conduzione della tavola in pista. Praticato su neve ben battuta come sulle piste sciistiche, questo stile richiede scarponi rigidi simili a quelli utilizzati nello sci alpino e tavole direzionali più rigide di quelle usate per gli altri stili. La sua espressione agonistica è lo slalom.

## Impostazione
Esistono due modi di scendere con una tavola ai piedi che vengono denominati con i termini regular e goofy. L'impostazione regular è caratterizzata dal fatto che il piede sinistro, in una normale discesa, si trova davanti, vicino alla punta della tavola, mentre il piede destro si troverà dietro, vicino alla coda. L'impostazione goofy è l'inversa della regular: piede destro davanti e piede sinistro dietro.

## Sicurezza e protezioni
Come altri sport invernali, lo snowboard comporta un certo livello di rischio. Il tasso di infortuni fra gli snowboarder è circa il doppio rispetto a quello fra gli sciatori. Gli incidenti sono più frequenti fra i principianti; un quarto degli infortuni accade a chi prova per le prime volte, la metà fra coloro che hanno meno di un anno di esperienza. Gli snowboarder esperti hanno meno probabilità di infortunarsi, ma le conseguenze tendono a essere più gravi.
Due terzi delle lesioni colpiscono la parte superiore del corpo e il restante gli arti inferiori. Questo dato contrasta con lo sci alpino, dove la proporzione è invertita. Il punto più soggetto a danni è il polso, con il 40% su tutti gli infortuni; il 24% degli infortuni risulta essere una frattura al polso. Ogni anno vi sono circa 100.000 fratture al polso fra gli snowboarder. Per questo motivo spesso si raccomanda l'uso di protezioni integrate o meno ai guanti, che riducono il rischio di fratture al polso della metà.
Il rischio di urti alla testa è 6 volte superiore che per gli sciatori, con la tendenza a essere più rare, ma più gravi, fra gli snowboarder avanzati. Gli urti alla testa possono essere la conseguenza di una collisione o di un errore in una manovra di curva. Quest'ultima può causare allo snowboarder un urto violento della nuca contro la superficie della pista. L'uso del casco è quindi raccomandabile. Anche l'uso di adeguati occhiali è importante, in quanto il riverbero della neve può causare gravi danni alla vista.